# 大庆市友谊小学
大庆市友谊小学位于中国黑龙江省大庆市萨尔图区大庆采油一厂的一所普通公立小学，建校日期未知，于1991年中下旬合并入大庆市实验小学。